# Anquanto la Lhéngua fur Cantada
Anquanto la Lhéngua fur Cantada (em português:  Enquanto a Língua for Cantada) é um documentário português em língua mirandesa realizado e escrito por João Botelho e produzido por Alexandre Oliveira. Foi protagonizado por Catarina Wallenstein e Gabriel Gomes. Estreou-se no Auditório Municipal de Miranda do Douro a 5 de março de 2012. Também foi exibido no Panorama - Mostra do Documentário Português a 4 de maio de 2013.

## Elenco
- Catarina Wallenstein
- Gabriel Gomes